# Путна (приток Витвицы)
Путна (укр. Путня) — река на Украине, в пределах Калушского района Ивано-Франковской области. Правый приток Витвицы (бассейн Днестра).

## Описание
Длина реки 10 км, площадь бассейна 28,8 км². Уклон реки 46 м/км. Река горного типа. Долина узкая и глубокая, во многих местах покрыта лесом. Русло слабоизвилистое, с перекатами и каменистым дном.

## Месторасположение
Берёт начало западнее села Крапивник, между горами восточной части массива Сколевские Бескиды. Течёт преимущественно на северо-восток (местами — на север). Впадает в Витвицу в центральной части села Витвица.

## Притоки
Притоки — горные ручьи.

## Населённые пункты
Река протекает через сёла Кальная и Витвица.